# روي هيد
روي هيد (بالإنجليزية: Roy Head)‏ هو مغن مؤلف أمريكي، ولد في 9 يناير 1941 في ثري ريفرز في الولايات المتحدة.

## وصلات خارجية
- روي هيد على موقع IMDb (الإنجليزية)
- روي هيد على موقع ميوزك برينز (الإنجليزية)
- روي هيد على موقع أول ميوزيك (الإنجليزية)
- روي هيد على موقع ديسكوغز (الإنجليزية)